# Этельстан (король Кента)
Этельстан (др.-англ. Æthelstan; умер около 852) — старший сын короля Уэссекса Этельвульфа и Осбурги, был правителем Кента в 839—852 годах во время царствования отца.

## Биография
В поздних версиях «Англосаксонской хроники» Этельстан описывается как брат Этельвульфа, однако в ранних версиях и в хрониках Этельварда утверждается, что он был сыном Этельвульфа. Некоторые историки писали, в том числе Эрик Джон в 1966 году и Энн Уильямс в 1978 году, что более вероятно, что он был братом, а не сыном. Однако в 1991 году Энн Уильямс назвала его сыном Этельвульфа, и в настоящее время эта версия является общепринятой историками, в том числе Фрэнком Стэнтоном, Барбарой Йорк и Д. П. Кирби.
Когда Этельвульф стал королем Уэссекса в 839 году после смерти его отца Эгберта, он назначил Этельстана управлять Кентом, Эссексом, Сурреем и Суссексом. Его именуют королём в «Англосаксонской хронике», а хроника Этельварда называет его «королём жителей Кента, восточных саксов, южных саксов и Суррея». Как король он засвидетельствовал ряд уставов своего отца в 840-х годах.
В 851 году Этельстан и элдормен Эалхер разгромили флот викингов и армию в Сэндвиче в Кенте, что описано Фрэнком Стэнтноном как «первое военно-морское сражение в истории Англии». Смерть Эалхера в битве против викингов относится к примерно 853 году. Этельстан не упоминается после 851 года и предположительно умер до того, как Этельвульф отправился в Рим в 855 году, поскольку он не был включён в постановление об управлении государством во время отсутствия отца.